# Comté de Wickepin
Le Comté de Wickepin est une zone d'administration locale au sud-est de l'Australie-Occidentale en Australie. Le comté est situé à l'est de Narrogin et à 220 kilomètres au sud-est de Perth, la capitale de l'État. 
Le centre administratif du comté est la ville de Wickepin.
Le comté est divisé en un certain nombre de localités:
- Wickepin
- Gillimanning
- Harrismith
- Malyalling
- Tincurrin
- Toolibin
- Wogolin
- Yealering

Le comté a 9 conseillers locaux et est divisé en 5 circonscriptions:
- Townsite Ward (2 conseillers)
- North Ward (2 conseillers)
- Central Ward (2 conseillers)
- South Ward (2 conseillers)
- East Ward (1 conseiller).